# Kaliska Kraińskie (stacja kolejowa)
Kaliska Kraińskie – nieistniejąca już stacja kolejowa w miejscowości Plecemin, w powiecie pilskim, w województwie wielkopolskim
| Kaliska Kraińskie              |  |                            |
| Linia Wałcz – Złotów (30,2 km) |  |                            |
| Płytnicaodległość: 6,5 km      |  | Tarnówka odległość: 4,8 km |